# Shiny Blue
「Shiny Blue」（シャイニー・ブルー）は、ゆいかおりの7枚目のシングル。2013年3月13日にキングレコードから発売された。

## 概要
前作「ウェィカッ!!」から約5ヶ月ぶりのリリースとなるシングル。表題曲「Shiny Blue」は、PS Vita用ソフト『〜聖魔導物語〜』のオープニングテーマに起用された。販売形態は初回限定盤と通常盤の2種リリースで、前者には表題曲のPVを収録したDVDが同梱されている。なおディスクジャケットとPVでは、新しいことにチャレンジしており、前者が表題曲のイメージを表現するための屋外撮影、後者が休憩ポイントとなっている。

## 収録曲
1. Shiny Blue [3:58][1]
作詞・作曲・編曲：sino
PS Vita用ソフト『〜聖魔導物語〜』オープニングテーマ
『アニソンぷらす』2013年3月度オープニングテーマ
空をイメージした爽やかで気持ちが良い曲で、サビも綺麗で[2]伸びがある[4]感じに仕上がっている。歌詞は『聖魔導物語』の世界観を反映しており、困難なことにも立ち向かうといった想いが込められている[4]。そのため小倉はレコーディングでは「真っ直ぐな気持ち」で歌ったことを明かしている[4]。
2. ハツコイメイズ [3:44]
作詞：こだまさおり、作曲・編曲:板垣祐介
かわいい[2]ミディアムテンポの曲に仕上がっている[5]。
3. Shiny Blue（off vocal ver.）
4. ハツコイメイズ（off vocal ver.）

DVD（初回限定盤のみ）
1. Shiny Blue（MUSIC VIDEO）

## 収録アルバム
| 曲名       | 収録アルバム | 発売日         |
| ---------- | ------------ | -------------- |
| Shiny Blue | 『Bunny』    | 2013年10月23日 |